# Rina Pellegri
Rina Pellegri (Arcola, 29 giugno 1903 – La Spezia, 17 maggio 1975) è stata una poetessa e giornalista italiana.

## Biografia
(Da Canto a due, 1965)
Nata ad Arcola, in Lunigiana, le fu dato il nome di una sorellina morta di meningite l'anno prima con altri due fratelli. Dal 1910 la famiglia abitò alla Spezia, dove Rina frequentò la Scuola normale (l'odierno Istituto magistrale). Dal 1927 fu maestra elementare a Bocca di Magra e l'anno dopo pubblicò la sua prima opera poetica, Frulli d’ala, seguita negli anni successivi da altre due raccolte di versi:  Musiche d’acque  (1933) e Fiori sulla sabbia  (1934), nel segno soprattutto di Pascoli e dell’amico Elpidio Jenco, raffinato poeta e cultore della lirica giapponese.
Grazie alle sue benemerenze letterarie e  alla sua ortodossia al regime (nel 1936
compose un Inno dei legionari in Africa Orientale), nel 1937 fu chiamata a Roma a collaborare alla riforma scolastica voluta dal ministro Giuseppe Bottai e poco dopo entrò all’Ispettorato per la radiodiffusione e la televisione del Ministero della cultura popolare. Nel 1939 dava alle stampe i Vespri còrsi, una rivendicazione in rima della Corsica all'Italia, e contemporaneamente pubblicava articoli e novelle per svariati quotidiani e scriveva testi per l'EIAR. Nel 1942 sposava il funzionario del Minculpop e studioso di rumenistica Raoul Lucidi.
Dopo la guerra riprese a svolgere le sue mansioni di autrice di testi culturali e radioscene per la neonata RAI (Radio Audizioni Italiane) e il marito venne reintegrato nel Servizio informazioni della Presidenza del Consiglio. Nel 1950 diede alle stampe la sua raccolta più fortunata, Ancore e vele, per cui viene ascritta alla corrente del “realismo lirico” teorizzata da Aldo Capasso, Lionello Fiumi ed Elpidio Jenco. Dopo l’adesione al Partito Nazionale Monarchico, pubblicò nel 1956 Il vessillifero della bianca croce, ritratto del senatore monarchico e illustre chirurgo Raffaele Paolucci di Valmaggiore, che in gioventù era stato l’eroe dell’impresa di Pola. Nel 1959 uscì il suo libro di memorie Richiamo da una stella, che rievoca nostalgicamente membri della sua famiglia d'origine, eventi salienti e personaggi illustri del suo paese natale. 
Separatasi dal marito e annullate le nozze dalla Sacra Rota, si risposò nel 1965 con il conterraneo Antonio Del Santo, ispettore generale del Ministero del Tesoro a riposo e studioso di storia della Lunigiana: insieme diedero alla luce la raccolta di liriche Canto a due. Nel 1966 la coppia si trasferì da Roma alla Spezia e quindi a Sarzana, vivendo tuttavia soprattutto in una seconda casa nel borgo di Arcola. In quegli anni la Pellegri collaborò con riviste letterarie liguri e pubblicò nel 1969 la raccolta autoantologica di liriche Le predilette, tradotta l’anno dopo in francese dalla poetessa Solange de Bressieux con il titolo La guirlande éphémère.
Morì alla Spezia nel 1975. Le sue spoglie riposano nel cimitero di Baccano di Arcola.

## Opere
- Frulli d’ala, Aulla, Tipografia Mori, 1928
- Musiche d’acque, Genova, Emiliano degli Orfini, 1933
- Fiori sulla sabbia, Como, Emo Cavalleri, 1934
- Vespri còrsi, Livorno, Corsica antica e moderna, 1939
- Àncore e vele, Siena, Quaderni di «Ausonia», 1950
- Il vessillifero della bianca croce, Milano, Gastaldi, 1956
- Richiamo da una stella, Sarzana, Carpena, 1959
- Canto a due, Sarzana, Carpena, 1965
- Le predilette, Savona, Editrice Liguria, 1969
- Miracolo d'amore a rate, Savona, Editrice Liguria, 1972